# 久下田站
久下田站（日语：／ Kugeta eki */?）是位於栃木縣真岡市久下田，屬於真岡鐵道的真岡線車站。此站為「SL真岡」的停靠站。

## 歷史
- 1912年（明治45年）4月1日 - 官設鐵道真岡輕便線（後來為真岡線）車站啟用[1]。
- 1980年（昭和55年）
  - 2月20日 - 結束貨物起卸業務[1]。
  - 2月25日 - 成為業務委託車站[1]。
- 1987年（昭和62年）4月1日 - 伴隨國鐵分割民營化，車站由東日本旅客鐵道（JR東日本）營運。
- 1988年（昭和63年）4月11日 - 真岡線由真岡鐵道接管，成為真岡鐵道線車站[1]。
- 1990年（平成2年）3月10日 - 列車交會設備復活[1]。
- 1996年（平成8年）3月27日 - 車站大樓翻新完成。
- 2012年（平成24年）4月2日 - 成為無人車站。

## 車站構造
此站是地面車站，設有2面2線的相對式月台。本站在2009年真岡市成立前位於舊二宮町的中心，舊站房內設有二宮町多用途會堂。此站沒有跨線橋，兩月台之間設有站內平交道。此站自2012年4月2日起成為無人車站。

## 使用狀況
以下為近年乘車人次變化。
| 乘車人員變化 | 乘車人員變化 |
| 年度         | 1日平均人次  |
| ------------ | ------------ |
| 2007         | 150          |
| 2008         | 159          |
| 2009         | 141          |
| 2010         | 119          |
| 2011         | 124          |
| 2012         | 121          |
| 2013         | 126          |
| 2014         | 119          |
| 2015         | 125          |
| 2016         | 120          |
| 2017         | 111          |
| 2018         | 118          |

## 車站周邊
- 久下田郵局（日语：久下田郵便局）
- 真岡市立久下田小學
- 久下田（上館）城（日语：久下田城）
- 國道294號（日语：国道294号）
- 道之驛二宮（日语：道の駅にのみや）
- 真岡市政廳二宮社區中心（舊・二宮町公所）

車站東邊是茨城縣筑西市的縣界，但是車站沒有筑西市一方出入口。若需前往筑西市一方，需要繞過車站。車站周邊種植了櫻花樹，在春天有許多攝影師到訪。

## 相鄰車站
真岡鐵道
真岡線
樋口－久下田－寺內

## 注腳
1. 1 2 3 4 5 6 7 8  曾根悟（監修）. 朝日新聞出版分冊百科編集部（編集） , 编. . 週刊朝日百科. 21号 関東鉄道・真岡鐵道・首都圏新都市鉄道・流鉄. 朝日新聞出版. 2011-08-07: 14–15、18–19 （日语）.
2. ↑  真岡市統計書

## 外部連結
- 久下田站 （页面存档备份，存于）（日語） - 真岡鐵道官方網站